# Dragutin Gorjanović-Kramberger
Dragutin Gorjanović-Kramberger (* 25. října 1856 Záhřeb - 24. prosince 1936 Záhřeb) byl chorvatský paleontolog, geolog, archeolog a kartograf.
Proslul především svým objevem a popisem neandertálských pozůstatků z jeskyně Huŝnjakova v Krapině na severozápadě Chorvatska. Díky množství objevených lidských fosilií, nástrojů a fauny obratlovců v Krapině byly jeho studie rozhodující pro pochopení pozice neandrtálce v evoluci člověka. Prokázal mj. kanibalismus neandrtálců. Použil přitom nejmodernější techniky své doby, jako je datování za pomoci stopových prvků nebo rentgenografii.
Vystudoval paleontologii v Curychu a Mnichově, doktorát si udělal roku 1879 na univerzitě v Tübingenu. V roce 1880 se stal referentem mineralogického a geologického oddělení Chorvatského národního muzea. V letech 1883-1924 působil na filozofické fakultě univerzity v Záhřebu, roku 1894 zde byl jmenován docentem a roku 1896 řádným profesorem. Stal se též v roce 1893 vedoucím katedry geologie a paleontologie. Tuto pozici držel až do roku 1924.
V roce 1882 si pochorvatštil příjmení na Gorjanović.